# Habitación 508
Habitación 508 fue una serie de Adolfo Marsillach de 14 episodios de 30 minutos de estructura antológica emitida entre el 4 de octubre y el 27 de diciembre de 1966 en la Primera Cadena los martes a las 23.15 horas. La realización corrió a cargo de Manuel Ripoll. 

## Argumento
El único hilo conductor de cada uno de los capítulos es el escenario (la Habitación 508 de un hotel) y la interpretación de Marsillach, así como el tono crítico e irónico y sus influencias del teatro del absurdo.
Por lo demás, cada episodio narra historias con inicio y desenlace en el propio capítulo y personajes que no mantienen su continuidad. 
En cada episodio se recrea un personaje arquetípico de la España del momento que es objeto de crítica ácida.

## Comentario
La serie fue cancelada de forma precipitada por unas declaraciones del guionista criticando la censura.En efecto, Adolfo Suárez, luego presidente del Gobierno, la cancela tras conocerse que Marsillach había viajado a la Cuba de Castro para participar como jurado en el Premio de Teatro Casa de las Américas y había hecho unas declaraciones sobre la censura en España al diario Gramma que no habían gustado. Marsillach consideró que su expulsión de TVE fue una dedición personal de Suárez: “No le gustaba el programa y aprovechó aquella circunstancia para suprimirlo”.
El episodio titulado El crimen, representó a España en el Festival de Televisión de Montecarlo.

## Recepción crítica[6]
Enrique del Corral hizo seguimiento de la serie en ABC y publicó las siguientes reseñas:
Presentación (4 de octubre de 1966)
LA CALLE Y SUS HOMBRES autor, Adolfo Marsillach. Se había escrito quizá demasiado. A partir de ahora se escribirá más. Tal vez demasiado... Visto lo visto el martes, que es lo único que a nosotros nos importa por ahora, debemos decir que lo visto nos pareció abstruso, confuso y difuso. Que Marsillach tiene muchas cosas que decir en televisión, y puede decirlas, es mudable. Que quizá encuentre la fórmula, es posible. Que lo visto estaba lejos de ello, también nos parece fuera de toda duda. Pero es pronto para opinar. Nos falta materia. Lo que venga después de esta presentación será lo importante, porque ella, en sí, no lo fue. Marsillach tiene muchas ideas, mucho talento y una capacidad asombrosa para decir lo que quiere decir y oír lo que es digno de no de ser escuchado. Hasta las críticas. Puede que su indudable sentido del humor le lleve, incluso, a hacer que hace para que lo inciensen sin ton ni son. Habitación 508 solo ha empezado acopiando muebles. Ahora veremos si cada una encaja en su sitio, y si el sitio elegido para cada uno es bueno. Y de gusto. 

###### El profesor(25 de octubre de 1966)
Adolfo Marsillach dio su nuevo guión de la serie, tan discutida. Humor e intención tenía “El profesor” y carga explosiva, incluso, que no llegó a estallar precisamente porque el señor Marsillach, muy hábilmente, metió a aquellos tres para desviar un tanto la intención supuesta por todos. O por casi todos. “El Profesor” tuvo interpretación relevante, excepto en el propio Adolfo Marsillach, que debería contenerse; y mal maquillaje. Habitación 508 continúa en su línea de discusión y, al parecer no cede. 

###### El bikini(15 de noviembre de 1966)
Adolfo Marsillach lanzó una piedra y ocurrió lo inevitable. Las aguas comenzaron a moverse en ondas cada vez mayores. Porque el objetivo del creador de Habitación 508 es, a nuestro juicio, sembrar inquietud, dar ideas, fustigar defectos, hacer pensar. El bikini fue una diatriba contra la moral falsa; contra la acomodaticia moral; contra el fariseísmo. Y resolvió aquello en caricatura. Como debía ser. Casi en tragicomedia. El ritmo del espacio, sus situaciones, el desenlace, los tipos eran radicalmente televisivos. Y el tic y las palabras del psiquiatra un resumen de muchas observaciones condensadas en apenas dos minutos de acción. Y en muchos años de experiencia. Habitación 508 podrá gustar o no; esto es discutible. Pero Habitación 508 es, como programa, una cosa importante. Esto es indiscutible... 

###### La oposición(29 de noviembre de 1966)
La oposición él fantasma agobiador de las EN ÓRBITA oposiciones (que ya ha tratado con tanto acierto Jaime Armiñán) adquirió en la mente de Adolfo Marsillach expresión caricaturesca y trágica. Con aires granguignolescos, el autor de Habitación 508 dio al espacio vivacidad, hondura y humor a través de un original radicalmente televisivo por su plasticidad, su ritmo, su intención y su gracia. Hay que convenir que la televisión de Adolfo Marsillach es una televisión de ideas. Podrá discreparse o no; esto es aparte. Pero es preciso aceptarla como ejemplo de televisión creadora, llena de inquietud legal y, a veces, con repuntes mordaces de buena ley expresados o través de un medio esencialmente comunicativo, que Marsillach no desperdicia ni abandona. Lo aprehende y lo expande. 

###### El muerto(6 de diciembre de 1966)
“El muerto” no añade nada positivo a lo positivo de Habitación 508 porque ni la anécdota es original ni el tratamiento tampoco. Recursos fáciles, situaciones absurdas por lo viejas- -infidelidad de la esposa; hombre vértice del triángulo; comisionista de Pompas Fúnebres; familia plañidera y todo eso- no aportaron novedad ninguna. Esa novedad que, incluso en lo viejo, aporta Marsillach siempre. O casi siempre. Lo mejor de “El muerto” fue, aparte la dirección que es acierto constante, la interpretación de José María Prada y de Carmen de la Maza; y la realización de Manuel Ripoll.

## Listado de episodios
- Presentación (4 de octubre de 1966)
  - Agustín Bescos
  - Modesto Blanch
  - Víctor Fuentes
  - Fernando Guillén
  - Julia Gutiérrez Caba
  - Juan José
  - Pedro Luis León
  - Ángel León
  - Hilario Mamblona
  - Erasmo Pascual
  - Antonio Queipo
  - Francisco Taure
- El caballo (11 de octubre de 1966)
  - Manuel Alexandre
  - Víctor Blas
  - Carmen de la Maza
  - Juan Diego
  - Fernando Guillén
  - Julia Lorente
  - Francisco Merino
  - Luis Morris
  - Julio Navarro
  - Erasmo Pascual
  - José María Prada
  - Julieta Serrano
  - José Vivó
- La cucaracha (18 de octubre de 1966)
  - Lola Cardona
  - Agustín González
  - Luis Morris
  - Venancio Muro
  - Julio Navarro
- El Profesor (25 de octubre de 1966)
  - Mary González
  - Luis Morris
  - Fernando Nogueras
- El lío (1 de noviembre de 1966)
  - Carmen de la Maza
  - Ana María Vidal
- El crimen (8 de noviembre de 1966)
  - Fernando Guillén
  - Luis Morris
  - José Vivó
- El bikini (15 de noviembre de 1966)
  - Carola Fernán Gómez
  - María Luisa Moneró
  - Luis Morris
  - Magda Rotger
  - Josefina Serratosa
- La lealtad siempre paga (22 de noviembre de 1966)
  - Jaime Blanch
  - Fernando Hilbeck
  - Vicente Vega
- La oposición (29 de noviembre de 1966)
- El muerto (6 de diciembre de 1966)
  - Carmen de la Maza
  - Juan Diego
  - Fernando Guillén
  - Julio Navarro
  - Erasmo Pascual
  - José María Prada
  - José Vivó
- La arruga (13 de diciembre de 1966)
- El reformatorio (20 de diciembre de 1966)
  - Concha Goyanes
  - Emilio Gutiérrez Caba
  - Luis Morris
- La cerradura (27 de diciembre de 1966)
- El constructor (3 de enero de 1967)  NO EMITIDO. También titulado Apartamentos o El apartamento. En su lugar se emite sin explicaciones un ballet: El carnaval de los animales.